# Angus Barnett
Angus Barnett (Ruddington, 1963) è un attore cinematografico inglese, noto per il suo ruolo nella serie di film Pirati dei Caraibi e la serie televisiva inglese prodotta e trasmessa sul canale ITV Dead Man Weds (2005)..

## Biografia
Nato e cresciuto a Ruddington, nella regione inglese del Nottinghamshire, ha frequentato la West Bridgford Comprehensive School.
Ha preso parte a numerosi show televisivi e varie produzioni cinematografiche, molte delle quali in qualità di ruolo di supporto e quasi mai da protagonista.
È stato diretto da molti e famosi registi tra cui Gore Verbinski, Martin Scorsese, Bryan Singer, George Miller e Marc Forster. Il regista Nigel Cole ha scelto Barnett per tre ruoli in tre diversi film: Calendar Girls, Made in Dagenham e The Wedding Video.

## Filmografia

### Cinema
- Cioccolato bollente (Consuming Passions), regia di Giles Foster (1988)
- L'olio di Lorenzo (Lorenzo's Oil), regia di George Miller (1993)
- Black Beauty, regia di Caroline Thompson (1994)
- Favole (FairyTale: A True Story), regia di Charles Sturridge (1997)
- Sabotage!, regia di Esteban Ibarretxe e Jose Miguel Ibarretxe (2000)
- La maledizione della prima luna (Pirates of the Caribbean: The Curse of the Black Pearl), regia di Gore Verbinski (2003)
- Calendar Girls, regia di Nigel Cole (2003)
- Neverland - Un sogno per la vita (Finding Neverland), regia di Marc Forster (2004)
- Colour Me Kubrick (Colour Me Kubrick: A True...ish Story), regia di Brian W. Cook (2006)
- Irish Jam, regia di John Eyres (2006)
- Io e Beethoven (Copying Beethoven), regia di Agnieszka Holland (2006)
- Sixty Six, regia di Paul Weiland (2006)
- Uragano (Flood), regia di Tony Mitchell (2007)
- Pirati dei Caraibi - Ai confini del mondo (Pirates of the Caribbean: At World's End), regia di Gore Verbinski (2007)
- St Trinian's 2 - The Legend of Fritton's Gold, regia di Oliver Parker e Barnaby Thompson (2009)
- We Want Sex (Made in Dagenham), regia di Nigel Cole (2010)
- Albatross, regia di Niall MacCormick (2011)
- Hugo Cabret (Hugo), regia di Martin Scorsese (2011)
- The Wedding Video, regia di Nigel Cole (2012)
- Il cacciatore di giganti (Jack the Giant Slayer), regia di Bryan Singer (2013)
- Pirati dei Caraibi - La vendetta di Salazar, regia di Joachim Rønning ed Espen Sandberg (2017)
- The Keeper, regia di Marcus H. Rosenmüller (2019)

### Televisione
- High & Dry - serie TV, 7 episodi (1987)
- Hot Metal - serie TV, episodio 2x6 (1988)
- Storyteller (The Storyteller) - serie TV, episodio 1x7 (1988)
- Boon - serie TV, episodio 3x4 (1988)
- Hannay - serie TV, episodio 2x6 (1989)
- The Jim Henson Hour - serie TV, episodio 1x9 (1989)
- Square Deal - serie TV, 8 episodi (1988-1989)
- Birds of a Feather - serie TV, episodio 3x6 (1991)
- Adam Bede - film TV, regia di Giles Foster (1992)
- The Rector's Wife - serie TV, episodio 1x4 (1994)
- Screen Two - serie TV, episodio 10x12 (1994)
- Bugs - Le spie senza volto (Bugs) - serie TV, episodio 3x4 (1997)
- Alice nel Paese delle Meraviglie (Alice in Wonderland) - film TV, regia di Nick Willing (1999)
- The Strangerers - serie TV, episodi 1x7-1x8 (2000)
- Il naso della regina (The Queen's Nose) - serie TV, 3 episodi (1998-2000)
- Shackleton – miniserie TV, 2 puntate, regia di Charles Sturridge (2002)
- Outlaws - serie TV, episodio 1x4 (2004)
- Holby City - serie TV, episodi 7x3-7x4 (2004)
- Dead Man Weds - serie TV, 6 episodi (2005)
- M.I.High - serie TV, episodio 1x4 (2007)
- Miss Marie Lloyd - film TV, regia di James Hawes (2007)
- Roman Mysteries - serie TV, episodio 1x2 (2007)
- Christmas at the Riviera - film TV, regia di Mark Bussell e Justin Sbresni (2007)
- Fairy Tales - serie TV, episodio 1x2 (2008)
- Skins - serie TV, episodio 2x8 (2008)
- Massive - serie TV, episodio 1x4 (2008)
- Little Dorrit - serie TV, episodio 1x2 (2008)
- Crusoe - serie TV, episodi 1x5-1x6 (2008)
- Doctors - serie TV, episodio 11x81 (2009)
- The Gemma Factor - serie TV, 6 episodi (2010)
- L'ispettore Barnaby (Midsomer Murders) - serie TV, episodio 13x8 (2011)

## Doppiatori italiani
Nelle versioni in italiano delle opere in cui ha recitato, Angus Barnett è stato doppiato da:
- Franco Mannella in La maledizione della prima luna, Pirati dei Caraibi - Ai confini del mondo, Pirati dei Caraibi - La vendetta di Salazar
- Danilo De Girolamo in Neverland - Un sogno per la vita
- Massimiliano Virgilii in Sixty Six
- Ambrogio Colombo in Hugo Cabret